# Pietro Petroni (religioso)
Pietro Petroni (Siena, 1311 – Maggiano, 29 maggio 1361) è stato un religioso italiano, venerato come beato dalla Chiesa cattolica.

## Biografia
Nato a Siena da Agnese, o Nese, dei Malavolti e da Guglielmaccio di Pietro d’Acorridore, Pietro Petroni apparteneva ad una famiglia ricca e potente. Fin dalla giovinezza, secondo la testimonianza della vita scritta dal certosino Bartolomeo Scala nel 1619, Pietro si dedicò ad opere di misericordia e carità nella sua città natale, nel 1327 entrò nella Certosa di Maggiano, nei pressi di Siena. Ordinato diacono, fu trasferito nella Certosa di Parma nel 1333 ove, per non essere ordinato presbitero contro la sua volontà, decise di recidersi l'indice della mano destra, al fine di non poter celebrare messa. L'episodio verrà poi rappresentato in un affresco seicentesco di Daniele Crespi nella Certosa di Garegnano, a Milano.
Tornato a Maggiano, intorno a Petroni cominciò ad aleggiare una fama di santità dovuta non soltanto alle sue virtù, ma anche a miracoli che avrebbe compiuto e al carisma profetico di cui sarebbe stato investito ma, su richiesta del priore, avrebbe condotto una vita appartata ed elusiva fino alla morte, che avvenne (secondo quanto da lui predetto) il 29 maggio 1361. Poco prima che spirasse, però, Petroni avrebbe rivelato ad un suo confratello, frate Gioacchino Ciani, il destino delle anime di molti personaggi importanti del tempo, tra cui anche Giovanni Boccaccio e Francesco Petrarca. 
Dopo la morte del Petroni, Gioacchino Ciani si recò tra l'aprile e il maggio del 1362 dal Boccaccio, rivelandogli le profezie del certosino sulla sua futura dannazione qualora non avesse mutato vita, bruciato tutti i suoi libri e se non si fosse più dedicato all'attività letteraria. L'episodio, narrato nella raccolta epistolare petrarchesca della Senile I, 5, vede Petrarca rimproverare Boccaccio per essersi fatto prendere dalla paura e dallo sgomento, invitandolo a coltivare gli studi umanistici in quanto non contrastanti con la fede cristiana.

## Il culto
La venerazione nei confronti di Petroni continuò anche dopo la sua morte: nel 1421 i monaci di Maggiano, alla presenza del francescano san Bernardino da Siena, ne riesumarono il corpo, constatandone l'incorruttibilità il quale, alla presenza di Bernardino, avrebbe cominciato ad insanguinare. Stimato dal fondatore dei gesuati, Giovanni Colombini (1304-1367) e, anche, da papa Benedetto XIV, il culto di Pietro Petroni fu accettato dalla Chiesa senza che avvenisse una regolare proclamazione (Ab immemorabili). Secondo il calendario cristiano-cattolico, la sua memoria è ricordata l'8 maggio.